# Livio Kühl
Livio Guillermo Kühl (Buenos Aires, 8 de mayo de 1928 - íb. 1 de noviembre de 2002) fue un ingeniero y empresario argentino, que ocupó el cargo de ministro de Industria y Minería de su país, bajo la presidencia de facto de Roberto Eduardo Viola, del 22 de agosto hasta el 12 de diciembre de 1981, en reemplazo de Eduardo Oxenford.
Se desempeñó como director Unión Industrial Argentina (UIA) en 1981, como así también, director del Instituto Nacional de Tecnología Industrial (INTI) en 1976 y entre 1977 y 1979 fue titular del Instituto para el Desarrollo Empresarial de la Argentina (IDEA), entre otros cargos.

## Biografía
Külh nació el 8 de mayo de 1929, en la Ciudad de Buenos Aires. Con 22 años de edad, egresó de la Universidad de Buenos Aires como ingeniero industrial, con diploma de honor. Se casó y tuvo dos hijos.
Entre los años 1951 y 1972 ocupó cargos directivos en empresas como Acacia, Forestadora del Litoral, El Cacique, Mineroquímica, Celulosa Jujuy, de la que sería presidente, y Mati.
Participó en el comité ejecutivo del Centro de Investigación de la Celulosa y el Papel del Instituto Nacional de Tecnología Industrial (INTI); lo que le valió ser vicepresidente de Papel Prensa S. A..
Durante el Proceso de Reorganización Nacional, en 1976, fue nombrado director de facto Instituto Nacional de Tecnología Industrial (INTI) y más tarde, entre 1977 y 1979 fue titular del Instituto para el Desarrollo Empresarial de la Argentina (IDEA).
En 1981, Roberto Eduardo Viola lo nombró ministro de Industria y Minería y asumió el 22 de agosto de 1981. Permaneció en lo que restaba a la gestión de Viola, dos meses (hasta el 12 de diciembre de aquel año).
Posteriormente volvió a la UIA, a pedido de sus colegas. En la década de los ochenta fue presidente de la filial argentina de la automotriz sueca Saab-Scania.
Más tarde trabajaría en la automotriz Sevel, y tras la disolución de la empresa, pasó a trabajar en Socma Alimentos.
Ganó el premio Konex en 1988, en la categoría Empresas e instituciones y más tarde sería jurado por este, en 1998.